# Meritxell Ruiz
Meritxell Ruiz Isern  (Reus, 1978) es una política española. Desde enero de 2016 hasta julio de 2017 fue la consejera de Educación de la Generalidad de Cataluña. De 2011 a 2016 fue directora general de Atención a la Familia y Comunidad Educativa. En la viii legislatura, de 2006 a 2010, fue diputada en el Parlamento de Cataluña en la circunscripción de Tarragona.

## Biografía
Se licenció en Administración y Dirección de Empresas en la Universidad Rovira i Virgili (1996-2001) y obtuvo el Certificado de Aptitud Pedagógica (CAP) en la misma universidad (2005). Estudió en ESADE Liderazgo social y compromiso cívico (2008-2009) y un master en Administración Pública (2014-2015). Entre 2001 y 2006 trabajó en La Caixa como asesora de servicios financieros especializada en segmentos de empresas.

## Trayectoria política
Militó en Unión Democrática de Cataluña (UDC) antes de afiliarse a Convergencia Democrática de Cataluña (CDC).  
De noviembre de 2006 a diciembre de 2010 fue diputada en el Parlamento de Cataluña. En enero de 2011 fue nombrada directora general de Atención a las Familias y a la Comunidad Educativa en la Consejería de Educación de la Generalidad de Cataluña y una de las personas de confianza de la Consejera Irene Rigau. En esta época implantó la jornada intensiva en los institutos públicos y estableció la regulación del uso de móviles en las escuelas. Empezó a militar en CDC en 2014. Es miembro de la Sectorial de Educación. En enero de 2016 fue nombrada Consejera de Educación de la Generalidad de Cataluña en el gobierno que presidió Carles Puigdemont. Actualmente es la directora general de Escuelas Cristianas de Cataluña. 

## Premios
- Premio Joaquim Xicoy 2009 por haber contribuido al pacto y a la elaboración de la Ley de Educación de Cataluña.[7]

1. ↑  «Meritxell Ruiz, directora general amb Irene Rigau, serà la nova consellera d’Ensenyament» (en catalán). El diari de l'educació. 12 de enero de 2016. Consultado el 13 de enero de 2016.
2. ↑  «Meritxell Ruiz (CDC) serà la consellera d'Ensenyament del govern de Carles Puigdemont» (en catalán). Ara. 12 de enero de 2016. Consultado el 13 de enero de 2016.
3. ↑  «Ficha de Meritxell Ruiz en el Parlamento de Cataluña» (en catalán). Consultado el 13 de enero de 2016.
4. ↑  «Meritxell Ruiz, la alumna aventajada de Rigau». El Periódico de Cataluña. 12 de enero de 2016. Consultado el 13 de enero de 2016.
5. ↑  «Conseller - El Consell Executiu - El Govern - govern.cat». www.govern.cat. Archivado desde el original el 25 de abril de 2016. Consultado el 29 de enero de 2016.
6. ↑  «Meritxell Ruiz, al frente de Ensenyament, completa el Govern Puigdemont». La Vanguardia. Consultado el 29 de enero de 2016.
7. ↑  Press, Europa. «Los I Premios Persona i Democràcia galardonan a Herrero de Miñón, Irene Rigau, Meritxell Ruiz y Joan Corbera». europapress.es. Consultado el 29 de enero de 2016.

| Predecesora: Irene Rigau | Consejera de Educación de la Generalidad de Cataluña 2016 - 2017 | Sucesor: Clara Ponsatí |

- Datos: Q11936572
- Multimedia: Meritxell Ruiz i Isern / Q11936572